# نفت کوره

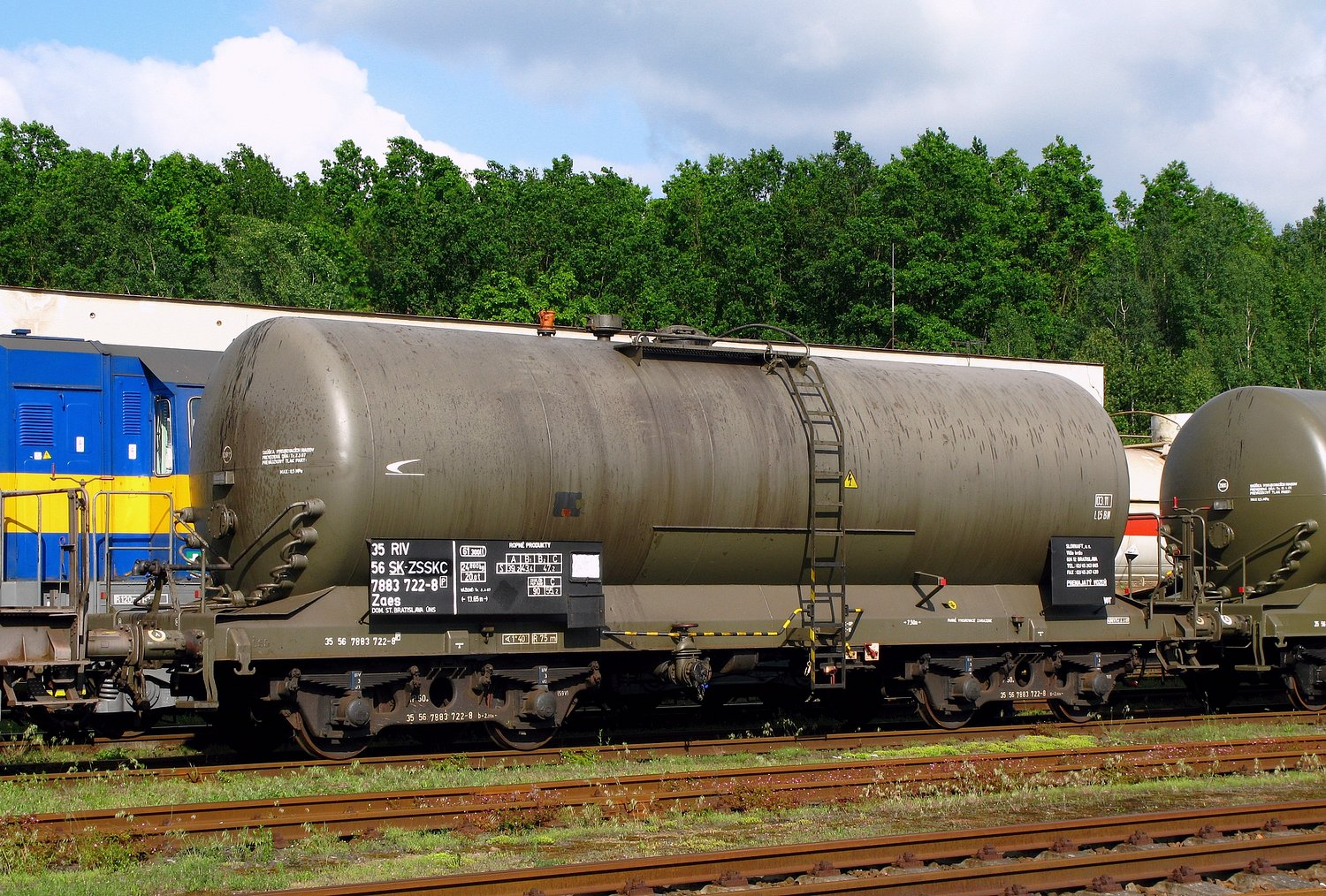
تانکر حاوی مازوت

نفت کوره یا مازوت (روسی: Мазут، ت. «Mazut») یکی از هیدروکربن‌های نفتی است که در مراحل پالایش نفت خام پس از نفتا، بنزین و نفت سفید به‌دست می‌آید و چون سیاه‌رنگ است به نام نفت سیاه نیز خوانده می‌شود. این ماده ارزان‌ترین مادهٔ سوختنی برای کوره‌ها، حمام‌ها و تنور نانوایی‌ها، موتورهای دیزلی دریایی و برخی نیروگاه‌ها است. در برخی کشورها سوزاندن این ماده ملزم به استفاده از گوگردزدای دودکش است.
نفت کوره به‌عنوان نفت سنگین، نفت دریایی یا مازوت نامیده می‌شود. این سوخت به‌صورت برشی از برج تقطیر نفت خام به‌صورت محصول برج تقطیر یا باقی‌مانده برج تقطیر به‌دست می‌آید. به‌طور کلی نفت کوره هر سوخت مایعی است که در بویلرها یا کوره‌ها برای تولید گرما استفاده می‌شوند یا در موتورها برای تولید نیرو مورد استفاده قرار می‌گیرند به‌جز سوخت‌هایی که نقطهٔ فلش آن‌ها ۴۲ درجهٔ سانتی‌گراد است و سوخت‌هایی که در مشعل‌های پشم ویک یا کتان سوزانده می‌شوند. نفت گاز از هیدروکربن‌های با زنجیره‌های طولانی به‌ویژه آلکان‌ها، سیکلوآلکان‌ها و آروماتیک‌ها ساخته می‌شود. واژهٔ سوخت گاز همچنین به‌طور سختگیرانه‌تر برای سوخت‌های صنعتی سنگین که از نفت خام به‌دست می‌آید و سنگین‌تر از نفتا و بنزین هستند، به‌کار برده می‌شود. مولکول‌های کوچک‌تر مانند پروپان، نفتا و بنزین برای خودروها مورد استفاده قرار می‌گیرد، سوخت جت که دمای جوش نسبتاً پایین دارد، در مراحل ابتدایی برج تقطیر به‌دست آمده و جدا می‌شود. محصولات نفتی سنگین مانند سوخت دیزل و روغن‌های روانکاری فراریت بسیار کمتری دارند و با سرعت پایین‌تری از برج تقطیر جدا می‌شوند، درحالی که سوخت بانکر [1] دقیقاً پایین بشکه‌ها است، در فرایند تقطیر نفت خام محصول چگال‌تر از بانکرها موجودی کربن سیاه و باقی‌مانده بیتومونس (اسفالتین) است که برای آسفالت‌کردن جاده‌ها و عایق‌بندی سقف‌ها مورد استفاده قرارمی‌گیرد.
به دلیل نوسان قیمت نفت خام، گاهی قیمت نفت کوره (مازوت) کمتر از قیمت نفت خام در بازار است. طبق آمار شرکت پالایش و پخش فرآورده‌های نفتی ایران، صادرات مازوت ۷۹٫۰۱ درصد از کل صادرات محصولات پالایشگاهی ایران را تشکیل می‌دهد؛ بنابراین پالایشگاه‌های ایران با صرف انرژی، پول و ایجاد آلودگی‌های زیست‌محیطی، محصول غیر سودآور تولید می‌کنند. این الگوی تولید و رویهٔ صادراتی منجر به توسعه پایدار در استفاده از منابع انرژی در ایران نمی‌شود.
این ماده در کشورهایی چون روسیه، مصر، قزاقستان، کره شمالی و ایران به‌عنوان سوخت گرمایشی استفاده می‌شود. استفاده از مازوت در نیروگاه‌ها موجب انتشار مواد سمی غلیظ به هوا می‌شود که باعث اختلال در تنفس و بروز بیماری‌های مختلف می‌گردد.

## کاربرد نفت کوره
نفت کوره کاربردهای بسیاری دارد. برای گرمایش خانه و مراکز تجارتی و صنعتی به کار برده می‌شود و سوخت کامیون‌ها، کشتی‌ها و بعضی از خودروها می‌باشد، اما بسیار آلوده‌کننده و گران‌تر از سوخت گاز طبیعی است. اغلب به عنوان سوخت پشتیبان برای اوج‌گیری نیروگاه‌ها در مواردی که گاز طبیعی موجود نیست استفاده می‌شود یا به عنوان سوخت رایج ژنراتورهای تولید الکتریسیتهٔ کوچک مورد استفاده قرارمی‌گیرد. در اروپا کاربرد دیزل معمولاً به خودروها (۴۰ درصد)، کامیون‌ها و اتوبوس‌ها (بیشتر از ۹۹ درصد) و SUV [1]ها (بیش از ۹۰ درصد) محدود می‌شود. بازار سوخت مورد استفاده در گرمایش خانه‌ها و همین‌طور پمپ‌های حرارتی روغن گرمایشی (heating oil) نامیده می‌شوند به دلیل اینکه گاز طبیعی جای آن را گرفته‌است. هرچند در تعدادی از مناطق مانند شمال‌شرقی ایالات متحدهٔ آمریکا هنوز به کار برده‌می‌شود.
نفت کوره باقی‌مانده کمتر مفید است و بسیار ویسکوز است بنابراین برای گرم کردن آن سیستم گرمایشی خاصی مورد نیاز است. و ممکن است مقادیر بسیار بالای آلاینده مانند سولفور که موجب تشکیل سولفور اکسید هنگام احتراق می‌شود. اگرچه ویژگی‌های نامطلوب آن موجب ارزان شدن آن شده‌است. در حقیقت این ارزان‌ترین سوخت مایع در دسترس است؛ زیرا پیش از استفاده گرمای زیادی مورد نیاز دارد. سوخت باقی‌مانده برج تقطیر نمی‌تواند به عنوان سوخت خودروهای جاده‌ای، قایق‌ها یا کشتی‌های کوچک مورد استفاده قرار بگیرد؛ زیرا تجهیزات گرمایش مورد نیاز این نوع سوخت فضای زیادی را اشغال می‌کنند و موجب سنگین شدن وسیلهٔ نقلیه می‌گردد. هم چنین گرم کردن سوخت نفت فرایند حساسی است که در وسایل نقلیهٔ سریع یا کوچک غیرعملی است. هرچند در نیروگاه‌ها یا کشتی‌های بزرگ راه‌اندازی تجهیزات مورد نیاز برای گرمایش سوخت نفت کوره امکان‌پذیر و عملی است.
استفاده از نفت کوره باقی‌مانده برج تقطیر در قدیم رایج‌تر بود. برای لوکوموتیوهای بخاری جاده‌های ریلی، بویلرها و کشتی‌های بخاری مورد استفاده قرار می‌گیرد. هرچند لوکوموتیوها با سوخت دیزل یا نیروی الکتریسیته به حرکت در می‌آیند. کشتی‌های بخاری نیز به اندازه‌ای که در گذشته مرسوم بود به دلیل هزینه‌های عملیاتی جاری بسیار بالا امروزه مورد استفاده قرار نمی‌گیرند (بسیاری از حاملا LNG از نیروگاه‌های بخار استفاده می‌کنند، به‌طوری که از Off gas خارج شده از بار دریایی به عنوان منبع سوخت می‌توانند استفاده کنند). و بسیاری از بویلرها از نفت گرمایشی یا گاز طبیعی استفاده‌می‌کنند. تعدادی از بویلرهای صنعتی یا ساختمان‌های قدیمی به عنوان مثال در نیویورک از نفت کوره استفاده می‌کنند. در سال ۲۰۱۱ تخمین زده شد که در شهر ۱ درصد ساختمان‌هایی که سوخت No. 4 و No. 6 را استفاده می‌کنند مسئول تولید ۸۶ درصد دوده تولید در ساختمان‌ها موجود در شهر هستند. نیویورک به همین دلیل کاربرد و تولید این سوخت‌ها را به دلیل تأثیرات سلامتی ذرات ریز دوه تولید شده روی سلامتی در جریان برنامه‌های زیست‌محیطی شهری (PlaNYC) خود تدریجاً متوقف کرد. در نتیجهٔ آن همهٔ ساختمان‌ها باید سوخت No. 6 را جایگزین سوخت‌های پیشین تا انتهای سال ۲۰۱۵ می‌کردند. استفاده از سوخت‌های باقی‌مانده که برای تولید الکتریسیته مورد استفاده قرار می‌گیرند نیز کاهش پیدا کرد. در سال ۱۹۷۳ نفت کوره باقی‌مانده برج تقطیر ۸٫۱۶ درصد الکتریسیته را در آمریکا تولید می‌کرد. در سال ۱۹۸۳ این مقدار به ۲٫۶ درصد رسید، و در سال ۲۰۰۵ تولید الکتریسیته از تمامی انواع سوخت‌ها مانند دیزل، نفت باقی‌مانده به میزان ۳ درصد از تولید کلی الکتریسیته رسید. این کاهش در نتیجهٔ رقابت قیمت با گاز طبیعی و محدودیت زیست‌محیطی برای انتشار گازهای آلوده بود. برای نیروگاه‌ها هزینهٔ گرمایش نفت، کنترل آلودگی و نگهداری‌های اضافی برای بعد از سوزاندن مورد نیاز است که مهم‌تر از از هزینهٔ اندک سوخت است. سوزاندن نفت کوره اختصاصاً نفت کوره باقی‌مانده انتشارات کربن دی‌اکسید یکنواخت بیشتری نسبت به گاز طبیعی منتشر می‌کند.
نفت کوره سنگین همچنان در بویلرها برای تجهیزات مورد نیاز برای روشن کردن در نیروگاه‌هایی که از زغال به عنوان سوخت استفاده می‌کنند، مورد استفاده قرار می‌گیرد. این کاربرد تقریباً مشابه استفاده از kindling برای برافروختن آتش است. بدون استفاده از نفت کوره سخت است که فرایند احتراق در مقیاس بزرگ ایجاد کنیم.
مشکل عمدهٔ استفاده از نفت کوره باقی‌مانده ویسکوزیته اولیه بالای آن است مخصوصاً در مورد نفت کوره نوع No. 6 که یک سیستم احتراق مهندسی شده مناسب و درست برای ذخیره، پمپ و اختراق آن مورد نیاز است. اگرچه این همچنان سبک‌تر از آب است (با چگالی ویژه ۰٫۹۶ تا ۱٫۰۳) که بسیار ویسکوز و سنگین‌تر از نفت کوره نوع No. 2، کِروزِن یا بنزین است. نفت کوره No. 6 در حقیقت باید در دمای ۳۸ درجهٔ سانتی‌گراد ذخیره و در دمای ۶۵–۱۲۰ درجهٔ سانتی‌گراد حرارت داده شود پیش از اینکه بتوان به راحتی پمپ کرد و در دماهای پایین‌تر می‌تواند شبه‌جامد شود و به حالت نیمه‌جامد کدر تبدیل‌شود. نقطهٔ فلش بسیاری از ترکیبات No. 6 در حدود ۶۵ درجهٔ سانتی‌گراد است. تلاش برای پمپ کردن نفت کوره‌های با ویسکوزیته بالا مهم‌ترین دلیل آسیب دیدن لوله‌های انتقال، کوره‌ها و تجهیزات مربوط است که معمولاً برای سوخت‌هایی با ویسکوزیته پایین طراحی شده‌اند.

## طبقه‌بندی نفت کوره
اگرچه مواردی که در ادامه گفته می‌شود عموماً درست هستند، سازمان‌های گوناگون ممکن است مشخصه‌های عددی گوناگونی برای هر کدام از ای طبقه‌بندی‌ها اختصاص دهند. نقطه جوش و طول زنجیره‌های کربنی در سوخت‌ها با افزایش عدد نفت گاز افزایش می‌یابد. ویسکوزیته نیز با افزایش عدد نفت گاز افزایش می‌یابد. قیمت نفت کوره معمولاً با افزایش عدد نفت گاز کاهش می‌یابد.
نفت گاز شماره ۱: برشی فرار از تقطیر نفت که برای تبخیر کوره‌های pot-type استفاده می‌شود. این برش پالایشگاهی کروزن است که بلافاصله بعد از برش نفتای سنگین که برای بنزین مورد استفاده قرار می‌گیرد از سیستم خارج می‌شود، نام‌های پیشین شامل نفت زغال، نفت اجاق، و range oil بود.
نفت گاز شماره ۲: برش تقطیر برای نفت گرمایشی خانه است. این سوخت گاهی Bunker A نامیده می‌شود. کامیون‌ها و تعدادی از خوردوها سوخت دیزل مشابه با محدوده عدد ستان که کیفیت احتراق سوخت را توصیف می‌کند. هر دو عموماً از برش نفت گاز سبک به‌دست می‌آیند. نفت گاز به منشأ اصلی پیدایش سوخت مربوط می‌شود که این برش را در اواخر قرن نهم و اواخر قرن ده استفاده می‌کردند. برش نفت گاز به عنوان عامل تقویت کننده برای آب گاز (ترکیبی از کربن مونواکسید و هیدروژن) کاربورات مورد استفاده قرار می‌گرفت.
نفت کوره شماره۳: برش نفتی است که برای مشعل‌هایی که سوخت با ویسکوزیته پایین نیاز دارند استفاده می‌شود. ASTM مشخصه این سوخت را با نفت گاز شماره ۲ ترکیب کرده‌است. و این شماره به ندرت از اواسط قرن بیستم مورد استفاده قرار گرفت.
نفت کوره شماره ۴: نفت گرمایشی تجاری است که برای نصب و راه اندازی مشعل‌هایی که به پیش گرم کن مجهز نیستند مورد استفاده قرار می‌گیرد. این نفت کوره ممکن است از برش نفت گاز سبک نیز به‌دست آید.
نفت کوره شماره ۵: نفت گرمایشی صنعتی از نوع باقیمانده برج است که باید تا دمای ۷۷ تا ۱۰۴ درجه پیش گرم شود تا برای شکستن به ترکیبات کوچکتر در مشعل به‌طور مناسب آماده شوند. این سوخت ممکن است به Banker B نیز شناخته شده باشد. این ممکن است از برش نفت گاز سنگین نیز به‌دست آید یا ممکن است با ترکیبی از نفت باقیمانده برج با مقدار کافی از نفت کوره شماره دو ترکیب شود تا بتوان آن را بدون پیش گرم کردن پمپ کرد.
نفت کوره شماره ۶: نفت باقیمانده برج با ویسکوزیته بسیار بالا که نیاز است تا دمای ۱۰۴ تا ۱۲۷ درجه سانتی گراد پیش گرم شود. باقیمانده به این معنی است که موادی که بعد از تقطیر نفت خام پس از خارج سازی برش‌های مختلف با ارزش از برج تقطیر در انتهای برج باقی می‌مانند. این باقی مانده ممکن است انواع گوناگونی از ناخالصی‌های نامطلوب داشته باشد که شامل ۲ درصد آب و نیم درصد خاک معدنی است. این سوخت به عنوان نفت کوره باقیمانده یا RGO نیز شناخته شده‌است. در مشخصات دریایی Banker C و در Pacific Specification به عنوان PS-400 شناخته شده‌است.

### سوخت بانکر
سوخت بانکر به لحاظ سیالاتی به هر نوع سوختی گفته می‌شود که در روی کشتی مورد استفاده قرار می‌گیرد. نام خود را از بانکرهای زغال گرفته‌است که در آن سوخت در اصل ذخیره می‌شود. Australian Customs و Australian Tax Office سوخت بانکر را سوختی تعریف می‌کند که برای قدرت دهی موتور هواپیماها یا کشتی‌ها به کار برده می‌شود. بانکر A نفت کوره شماره ۲، بانکر B نفت کوره شماره ۴ یا ۵، بانکر C نفت کوره شماره۶. نفت کوره ۶ C به نفت بانکر معروف است. نفت کوره شماره 5 Navy Special Fuel Oil (NSFO) یا فقط ناوبری فضایی نیز نامیده می‌شود. نفت کوره شماره ۵ و ۶ به نفت کوره سنگین یا نفت کوره‌های شناخته می‌شوند. ویسکوزیته بالا نیازمند حرار دهی است. که در سیستم بخار کم فشار به گردش در می آید قبل از اینکه آن را از تانک ذخیره پمپ کنند. سوخت‌ها به ندرت در سیستم دریایی جدید به این صورت نامگذاری می‌شوند{Shang, ۲۰۱۶ #۱۵۳}.
از سال ۱۹۸۰ سازمان بین‌المللی استاندارد جهانی (ISO) استاندارد سوخت‌های دریایی (بانکرها)ها را پذیرفته‌است. این استاندارد با نام ۸۲۱۷ مطابق با آخرین همگام سازی‌ها در سال ۲۰۱۰ و ۲۰۱۷ در جدول زیر لیست شده‌اند. این استاندارد سوخت‌ها را به سوخت distillate و سوخت باقیمانده تقسیم می‌کند. رایج‌ترین سوخت باقیمانده استفاده شده در سیستم دریایی RMG و RMK می‌باشند. تفاوت این دو غالباً به تفاوت در ویسکوزیته و چگالی است و اینکه RMG معمولاً با ۳۸۰ سانتی استوک یا کمتر و RMK با سانتی استوک ۷۰۰ یا کمتر مبادله می‌شود. کشتی‌هایی که دارای موتورهای پیشرفته تری هستند می‌توانند سوخت‌های سنگین تر، ارزانتر و ویسکوزتری را استفاده کنند. حکومت‌ها در جهان مانند کالیفرنیا، اتحادیه اروپا، Emission Control Areas را تأسیس کرده‌اند که ماکزیمم حد سولفور برای سوخت‌ها را برا ی انتشار میزان آلاینده‌ها تعیین کرده‌اند. سوخت‌هایی دریایی باید میزان سولفور و سایر ذرات را از 5/4 m/m به 5/0 m/m کاهش دهند{Speight, ۲۰۱۹ #۱۷۷}.
انواع نفت کوره‌ها
| نام            | Alias                   | Alias                   | نوع                 | طول زنجیره |
| No. 1 fuel oil | No. 1 distillate        | No. 1 Diesel fuel       | Distillate          | ۹–۱۶       |
| No. 2 fuel oil | No. 2 distillate        | No. 2 Diesel fuel       | Distillate          | ۱۰–۲۰      |
| No. 3 fuel oil | No. 3 distillate        | No. 3 Diesel fuel       | Distillate          |            |
| No. 4 fuel oil | No. 4 distillate        | No. 4 residual fuel oil | Distillate/Residual | ۱۲–۷۰      |
| No. 5 fuel oil | No. 5 residual fuel oil | Heavy fuel oil          | Residual            | ۱۲–۷۰      |
| No. 6 fuel oil | No. 6 residual fuel oil | Heavy fuel oil          | Residual            | ۲۰–۷۰      |

### محیط زیست
HFO سوخت اولیه برای کشتی‌های مسافرتی است. بخش توریستی که می‌خواهد وجهه‌ای دوستانه و پاک نشان دهد، در واقع با پخش گازهای آلاینده به‌دلیل میزان سولفور بسیار بالای HFO موجب تخریب محیط زیست می‌گردد.
همان‌طور که قبلاً گفته شد برای گرم‌کردن دیگ‌های بخار در نیروگاه‌های حرارتی به مازوت نیاز است، اما انتشار مازوت و سایر نفت‌های کوره در محیط، پیامدهای مختلفی دارد. نفت‌های کوره مانند مازوت از ترکیبات متعددی تشکیل شده‌اند که هر‌کدام یک ترکیب یگانه هستند.
نشانه‌هایی از سوختن مازوت در ایران به‌خاطر کمبود گاز طبیعی دیده شده‌است که مشکلات بزرگ زیست‌محیطی را چون ایجاد مقادیر هنگفتی از آلاینده‌های هوا در شهرهای بزرگی مانند تهران ایجاد میکند.
[1] Sport utility vehicles
[1] Bunker oil